# Ambasada Australii przy Stolicy Apostolskiej
Ambasada Związku Australijskiego przy Stolicy Apostolskiej – misja dyplomatyczna Związku Australijskiego przy Stolicy Apostolskiej. Ambasada mieści się w Rzymie, w pobliżu Watykanu.

## Historia
Australia nawiązała stosunki dyplomatyczne ze Stolicą Apostolską w 1973. Początkowo ambasadorem Australii przy Stolicy Apostolskiej mianowany był ambasador rezydujący w innej europejskiej stolicy, a przy papieżu rezydował dyplomata w randzie chargé d’affaires. Podczas wizyty papieża Benedykta XVI w Australii w 2008 z okazji Światowych Dni Młodzieży rząd australijski ogłosił, że otworzy swoją ambasadę przy Stolicy Apostolskiej. Pierwszy ambasador Australii na stałe rezydujący przy papieżu rozpoczął urzędowanie 30 stycznia 2009.

## Ambasadorzy
- Tim Fischer (2009 - 2012)
- John McCarthy (2012 - 2016)
- Melissa Hitchman (2016 - nadal)